# Dactylocerca durangoa
Dactylocerca durangoa är en insektsart som beskrevs av Ross 2003. Dactylocerca durangoa ingår i släktet Dactylocerca och familjen Anisembiidae. Inga underarter finns listade i Catalogue of Life.